# Charles Reid Barnes
Pour les articles homonymes, voir Barnes.
Charles Reid Barnes est un botaniste américain, né le 7 septembre 1858 à Madison dans l'Indiana et mort le 24 février 1910 des suites d’une chute sur une plaque de verglas.

## Biographie
Durant ses études à l’Hanover College, il suit les cours de sciences naturelles de John Merle Coulter (1851-1928). Il part à l’université Harvard en 1877 où il se lie d’amitié avec Asa Gray (1810-1888). Il enseigne quelques années dans des écoles publiques avant de devenir professeur de botanique à l’université Purdue (1882). Il poursuit sa carrière à l’université du Wisconsin (1887) puis à l’université de Chicago (1898) où il enseigne la physiologie végétale. C’est à Chicago qu’il étudie la morphologie des bryophytes et fait paraître avec William Jesse Goad Land (1865-1942), «The Origin of Air Chambers» (1906) et «The Origin of the Cupule of Marchantia» (1908).
Barnes est membre de diverses sociétés savantes dont l’Association américaine pour l'avancement de la science (membre en 1884, il y exerce diverses fonctions), et participe à la fondation de la Société américaine de botanique (il en est son président en 1903).
À partir de 1883, il devient le coéditeur de la revue Botanical Gazette et contribue grandement au développement de cette publication. En 1886, dans l’esprit du Lehrbuch de Julius von Sachs (1832-1897), avec John Merle Coulter (1851-1928) et Joseph Charles Arthur (1850-1942), il fait paraître un manuel intitulé Handbook of plant dissection. Ce livre va jouer un grand rôle dans la diffusion des techniques de laboratoire, Barnes est d’ailleurs l’un des spécialistes à participer à l’essor des travaux de laboratoire dans les cursus universitaires. En 1898, il fait paraître un manuel pour le secondaire, Plant Life Considered with Special Reference to Form and Function, qui contribue la diffusion de la physiologie et de l’écologie auprès des professeurs. Une réédition abrégée voit le jour en 1900 sous le titre de Outlines of Plant Life With Special Reference to Form ande Function. Ces ouvrages, avec celui, du même genre, de Charles Edwin Bessey (1845-1915), contribuent à transformer l’enseignement de la botanique : l’herborisation et la classification sont délaissées au profit de l’étude de l’anatomie et de la morphologie.
Il fait paraître plusieurs ouvrages sur la taxinomie végétale : Analytic Key to the Genera of Mosses (1886), Revision of the North American Species of Fissidens (1887), Artificial Keys to the Genera and Species of North American Mosses (1890), ce dernier ouvrage fera l’objet d’une réédition enrichie avec Frederick De Forest Heald (1872-1954) (1897). Avec Frederick William True (1858-1914), Barnes fait paraître une révision du genre Dicranum.

## Postérité
Un prix portant son nom est décerné depuis 1925 à un chercheur ou une chercheuse qui s'est illustré par ses travaux dans le domaine de la biologie botanique. Ce prix est attribué depuis la première réunion annuelle de l'American Society of plant biologists grâce à la générosité du Dr. Charles A. Câlin. Il honore le Dr. Charles Reid Barnes, premier professeur de physiologie végétale à l'Université de Chicago.

## Sources
- Anonyme (1910). Charles Reid Barnes, Botanical Gazette, 49 (5) : 321-324.
- Marshall Avery Howe (1910). Charles Reid Barnes, Bryologist, 13 (3) : 66-67.